# علي ناصر سالم بابريك
القاضي الدكتور علي ناصر سالم بابريك (مواليد 24 أغسطس 1947، محافظة أبين) شغل منصب رئيس مجلس القضاء الأعلى في اليمن. عُيِّن في عام 2022 عضواً في مجلس الشورى. حاصل على دكتوراه في القانون عام 1981م بتخصص قانون مدني.

## المناصب
1. قاضي جزئي - 1973.
2. قاضي محكمة استئناف - 1974.
3. عضو المحكمة العليا - رئيس الدائرة المدنية / عدن - 1982.
4. نائب رئيس المحكمة العليا 1998.
5. رئيس مجلس القضاء الأعلى 2012.
6. عضو مجلس الشورى 2022.